# Ротунда (Молдова)
Ротунда (рум. Rotunda) — село в Единецком районе Молдавии. Является административным центром коммуны Ротунда, включающей также село Хлиная Микэ.

## География
Село расположено на высоте 225 метров над уровнем моря.

## Население
По данным переписи населения 2004 года, в селе Ротунда проживает 1479 человек (698 мужчин, 781 женщина).
Этнический состав села:
| Национальность | Число жителей | Процентный состав |
| -------------- | ------------- | ----------------- |
| молдаване      | 1440          | 97.36             |
| украинцы       | 22            | 1.49              |
| русские        | 8             | 0.54              |
| румыны         | 3             | 0.2               |
| гагаузы        | 1             | 0.07              |
| болгары        | 1             | 0.07              |
| прочие         | 4             | 0.27              |
| Всего          | 1479          | 100%              |